# Necropoli di Bellamagna
La necropoli di contrada Bellamagna si trova 2,5 chilometri a nordovest di Pozzallo, ma rientra all'interno dei confini amministrativi del comune di Modica, in provincia di Ragusa. Appartiene alla cultura di Castelluccio, diffusa in Sicilia nell'età del Bronzo antico, dal 2200 al 1450 a.C. Sono state individuate 87 tombe a grotticella artificiale, la maggior parte delle quali a pianta circolare o subcircolare. Alcune presentano nicchie al loro interno. Una dozzina di tombe non furono portate a termine. La zona fu utilizzata come necropoli anche in età tardoantica, come testimoniano nove piccoli ipogei e una trentina di tombe a fossa.